# سگ کار
سگ کار، سگی است که، برخلاف سگ‌های خانگی یا همراه برای انجام کارهای عملی استفاده می‌شود.
تعاریف در مورد چیستی سگ‌های کار متفاوت است، این سگ‌ها گاهی اوقات به‌عنوان هر سگی که برای کاری مشخص آموزش دیده و به کار گرفته شده، توصیف می‌شوند. در یک تعریف دیگر، هر سگی که از نظر نژاد و ویژگی‌های فیزیکی، قابلیت یادگیری یک کار مشخص را داشته باشد، سگ کار نام دارد. در برخی تعاریف نیز سگ کار به‌عنوان مترادفی برای سگ گله استفاده می‌شود.

## انواع سگ‌های کار
نقش‌های انجام شده توسط سگ‌هایی که گاهی به عنوان سگ‌های کار طبقه‌بندی می‌شوند عبارت‌اند از:
- سگ دستیار[۴]
- سگ ردیاب[۴]
- سگ پیشرو[۵]
- سگ نگهبان[۵]
- سگ راهنما[۴]
- سگ گله[۵]
- سگ کار نظامی
- سگ جستجو و نجات[۴]
- سگ خدمتکار[۴]
- سگ سورتمه
- سگ درمانی[۴]